# Pyongyang
Pyongyang (평양?, 平壤?, P'yŏngyangMR; o Pyeongyang , lett. "terra piana", AFI: [pʰjʌŋjaŋ]) è la capitale della Corea del Nord, di cui costituisce inoltre il centro commerciale e culturale. Al centro della più importante zona mineraria, è anche la maggiore città industriale del Paese. Con una popolazione di 3.157.538 abitanti, è la città più popolosa della Corea del Nord.

## Geografia fisica

### Territorio
Pyongyang è posta sulla parte centro-occidentale della Corea del Nord. Il Taedong attraversa la città e sfocia presso la Baia di Corea.

### Clima
Il clima, continentale umido, è in buona parte determinato dai secchi e freddi venti siberiani provenienti da nord. Le temperature solitamente non superano gli 0 °C da dicembre a febbraio. L'inverno è generalmente più secco dell'estate. Le precipitazioni nevose sono abbastanza frequenti d'inverno. Il passaggio dall'inverno, freddo e secco, all'estate calda e umida avviene rapidamente tra la fine d'aprile e l'inizio di maggio. Un simile e brusco ritorno alle condizioni invernali vi è fra ottobre e novembre. L'umidità delle estati è dovuta al monsone dell'estremo oriente, che si verifica tra giugno e agosto.
| Dati climatologici per Pyongyang (1981-2010) | Mesi  | Mesi  | Mesi  | Mesi | Mesi | Mesi | Mesi | Mesi | Mesi | Mesi | Mesi  | Mesi  | Stagioni | Stagioni | Stagioni | Stagioni | Anno  |
| Dati climatologici per Pyongyang (1981-2010) | Gen   | Feb   | Mar   | Apr  | Mag  | Giu  | Lug  | Ago  | Set  | Ott  | Nov   | Dic   | Inv      | Pri      | Est      | Aut      | Anno  |
| -------------------------------------------- | ----- | ----- | ----- | ---- | ---- | ---- | ---- | ---- | ---- | ---- | ----- | ----- | -------- | -------- | -------- | -------- | ----- |
| T. max. media (°C)                           | −0,9  | 2,9   | 9,1   | 17,5 | 23,0 | 27,1 | 28,6 | 29,2 | 25,1 | 18,5 | 9,5   | 1,8   | 1,3      | 16,5     | 28,3     | 17,7     | 16,0  |
| T. media (°C)                                | −6    | −2,4  | 3,5   | 11,0 | 16,9 | 21,4 | 24,3 | 24,6 | 19,6 | 12,5 | 4,4   | −2,8  | −3,7     | 10,5     | 23,4     | 12,2     | 10,6  |
| T. min. media (°C)                           | −10,3 | −6,9  | −1,3  | 5,6  | 11,7 | 17,0 | 21,0 | 21,1 | 15,1 | 7,6  | 0,3   | −6,6  | −7,9     | 5,3      | 19,7     | 7,7      | 6,2   |
| T. max. assoluta (°C)                        | 10    | 16    | 21,4  | 28,4 | 33,9 | 35,8 | 35,9 | 37,8 | 32,2 | 28,9 | 23,2  | 15,0  | 16,0     | 33,9     | 37,8     | 32,2     | 37,8  |
| T. min. assoluta (°C)                        | −26,5 | −23,4 | −16,1 | −6,1 | 2,2  | 7,0  | 12,0 | 12,8 | 3,6  | −6,0 | −14,0 | −22,8 | −26,5    | −16,1    | 7,0      | −14,0    | −26,5 |
| Precipitazioni (mm)                          | 11    | 14    | 27    | 47   | 76   | 85   | 268  | 202  | 111  | 40   | 37    | 16    | 41       | 150      | 555      | 188      | 934   |
| Giorni di pioggia                            | 2     | 3     | 7     | 9    | 12   | 13   | 19   | 14   | 10   | 9    | 9     | 5     | 10       | 28       | 46       | 28       | 112   |
| Giorni di neve                               | 8     | 6     | 3     | 0,3  | 0,0  | 0,0  | 0,0  | 0,0  | 0,0  | 0,2  | 3,0   | 7,0   | 21,0     | 3,3      | 0,0      | 3,2      | 27,5  |

## Storia

### Origini e storia
Secondo la leggenda la città fu fondata nel 1122 a.C. con il nome Wanggŏmsŏng (왕검성?, 王儉城?). Divenne una città importante sotto la dinastia Gojoseon.
Nel 427, il regno di Goguryeo (uno dei Tre regni di Corea) vi stabilì la propria capitale. Nel 668, Pyongyang divenne la capitale del protettorato creato dalla dinastia Tang e nel 676 venne ripresa dal regno coreano di Silla, ma senza funzioni particolari.
Sotto la dinastia Joseon fu la capitale dell'omonima provincia. Fu occupata dai giapponesi durante l'invasione giapponese della Corea e dalla dinastia Qing nel XVII secolo.

### Periodo moderno
Divenuto capoluogo provinciale nel 1896, la sua importanza crebbe dopo il 1945, quando terminò l'occupazione giapponese e la città venne occupata dalle forze sovietiche (il 25 agosto). Diventò così nel 1948 la capitale provvisoria della Repubblica Popolare Democratica di Corea (il governo progettava di riconquistare la capitale ufficiale, Seul). Fu gravemente danneggiata durante la Guerra di Corea, sia a causa dell'occupazione delle forze della Corea del Sud (unico caso nella storia di truppe occidentali che abbiano espugnato la capitale di un paese comunista, dal 19 ottobre al 6 dicembre 1950) sia per il pesante bombardamento aereo dell'ONU nel 1952. Venne ricostruita a fine guerra grazie soprattutto agli aiuti sovietici (ancora oggi molti edifici mostrano chiare influenze dell'architettura stalinista).

## Monumenti e luoghi d'interesse
- Tomba del re Tongmyŏng, mausoleo costruito per il re Tongmyŏng (morto nel 19 a.C.), patrimonio UNESCO è l'edificio più antico della Corea del Nord e di tutta la penisola di Corea
- Arco di Trionfo, dedicato alla resistenza coreana contro i giapponesi dal 1925 al 1945
- Cattedrale di Changchung, una delle quattro chiese cattoliche in Corea del Nord e sede del vescovo di Pyongyang.
- Chilsongmun, ponte costruito nel 1712.
- Gran Teatro di Pyongyang Orientale, costruito nel 1989, nel 2008 si è esibita la New York Philharmonic.
- Grande casa per gli studi del popolo, costruita nel 1982 per celebrare i 70 anni di Kim Il-sung.
- Torre Juche, torre alta 170 m costruita nel 1982 per celebrare i 70 anni di Kim Il-sung e l'idea Juche.
- Tomba di Kija, tomba risalente al medioevo.
- Koryo Hotel, costruito nel 1985 e alto 143 m.
- Palazzo del Sole di Kumsusan, chiamato anche Mausoleo di Kim Il-sung. Costruito nel 1976, è l'ex dimora del capo dello stato, poi convertita in mausoleo del "presidente eterno" Kim Il-sung nel 1994.
- Monumento alla Liberazione, costruito nel 1947 per celebrare la liberazione della Corea dai giapponesi.
- Ponte Okryu, costruito nel 1958 e inaugurato nel 1960.
- Okryugwan, ristorante più famoso della Corea del Nord, aperto nel 1960.
- Museo della fondazione del partito, museo dedicato alla fondazione e alle origini del partito unico del Partito del Lavoro di Corea, il museo si trova in una casa in stile coloniale giapponese dove venne fondato il partito nel 1945.
- Statua di Kim Il-sung, statua dedicata al "presidente eterno" Kim Il-sung.
- Monumento alla fondazione del Partito, monumento realizzato nel 1995 in occasione del 50º anniversario del Partito del Lavoro di Corea.
- Rungrado May Day Stadium, stadio più grande del mondo con 150000 posti inaugurato nel 1987 e sede della nazionale di calcio della Corea del Nord e delle manifestazioni propagandistiche del partito unico del Partito del Lavoro di Corea.
- Potongmun, ponte ricostruito nel 1473.
- Stazione di Pyongyang, costruita dai giapponesi, distrutta nella Guerra di Corea e ricostruita a fine anni '50.
- Torre della televisione di Pyongyang, costruita nel 1967 è alta 150 m.
- Padiglione di Ryongwang, costruiti nel XVI secolo durante la dinastia Goguryeo.
- Sala Sungryong, costruita nel 1429, tuttora tesoro nazionale.
- Yanggakdo Hotel, costruito tra il 1986 e il 1992 e alto 170 m.
- Ryugyong Hotel, 30º edificio più alto del mondo e alto 330 m, in costruzione dal 1992.
- Yongmyongsa, tempio buddista risalente all'inizio dell'alto medioevo alla fine della dinastia Goguryeo, ricostruito intorno al XV secolo.
- Stadio Kim Il-sung, inaugurato dai giapponesi nel 1926.
- Pyongyang Arena, arena al coperto con circa 12000 posti.
- Piazza Kim Il-sung, una delle piazze più grandi dell'Asia.
- Grande casa del popolo per lo studio, situata in piazza Kim Il-sung
- Cimitero dei Martiri della Rivoluzione, cimitero dedicato ai caduti nordcoreani della Guerra di Corea.
- Museo della Rivoluzione Coreana, museo dedicato alla presa del potere di Kim Il-sung e del Partito del Lavoro di Corea e alla liberazione dai giapponesi.
- Museo della liberazione della Madrepatria, dedicato alla Guerra di Corea, all'interno del museo è presente la Sala delle armi catturate e delle perdite degli aggressori imperialisti americani.

### Architettura

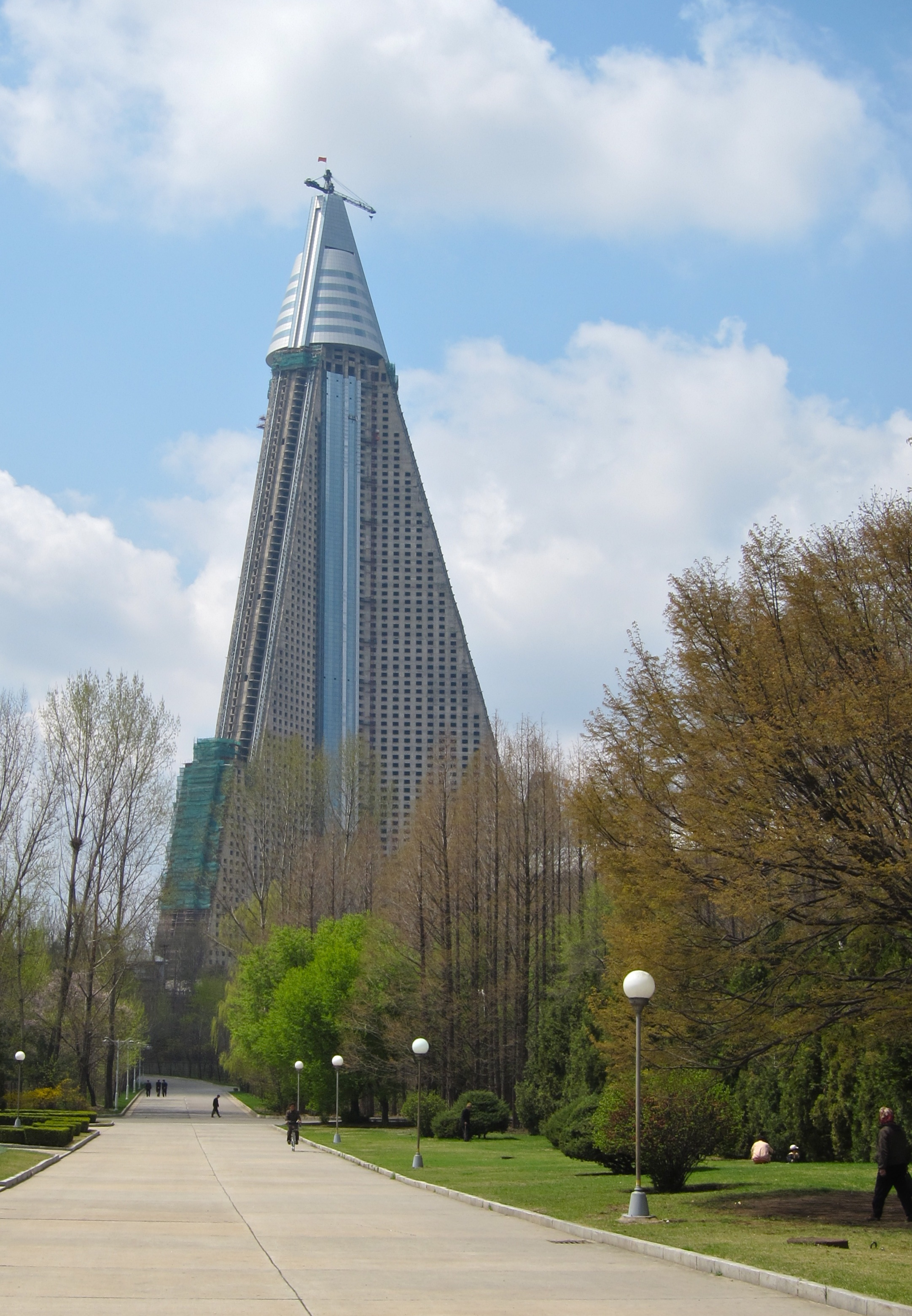
Il Ryugyong Hotel nell'aprile del 2010

La capitale fu interamente ricostruita dopo la guerra di Corea (1950–1953) ed è stata riprogettata con enormi viali, monumenti imponenti e grandiosi edifici monoblocco.
La costruzione più alta della città è il Ryugyong Hotel, un edificio di 330 m con 105 piani, per un totale di 360000 m² di superficie racchiusa. La costruzione dell'edificio ebbe inizio nel 1987, ma venne fermata nel 1992 a causa dello stato economico disastroso in cui versava il paese a seguito anche della fine dell'Unione Sovietica. La struttura rimase senza finestre e interni per 16 anni, fino a quando nell'aprile del 2008 riprese la costruzione sotto la supervisione della società di costruzioni del Gruppo Orascom, che ha investito notevolmente nella telefonia mobile e nell'edilizia in Corea del Nord. L'edificio non è stato comunque ultimato; in un secondo momento le facciate sono state rivestite di led al fine di renderlo una sorta di enorme "totem" luminoso su cui proiettare immagini di propaganda.
Sullo skyline della capitale spiccano altri edifici di notevoli dimensioni: lo Yanggakdo International Hotel (alto 170 m), le torri gemelle del Koryo Hotel (alte 143 m ciascuna), la Pyongyang TV Tower (una torre per telecomunicazioni alta 110 m), l'immenso Rungrado May Day Stadium e la torre del Juche (la seconda struttura in pietra più alta al mondo, con i suoi 170 m).
Tra gli altri luoghi d'interesse in città è possibile enumerare: l'arco di trionfo (una replica più grande dell'Arc de Triomphe di Parigi), la presunta casa natale di Kim Il-sung sulla collina di Mangyongdae e le colossali statue bronzee di Kim Il-sung e Kim Jong-il presenti nel Grande monumento Mansudae. 
V'è altresì il Palazzo del sole di Kumsusan, mausoleo dei leader del paese.

## Geografia antropica

### Suddivisioni amministrative
P'yŏngyang è divisa in 18 distretti (kuyŏk o guyŏk) e 2 contee (kun o gun):
- Chung-guyŏk (중구역?, 中區域?)
- P'yŏngch'ŏn-guyŏk (평천구역?, 平川區域?)
- Pot'onggang-guyŏk (보통강구역?, 普通江區域?)
- Moranbong-guyŏk (모란봉구역?, 牡丹峰區域?)
- Sŏsŏng-guyŏk (서성구역?, 西城區域?)
- Sŏn'gyo-guyŏk (선교구역?, 船橋區域?)
- Tongdaewŏn-guyŏk (동대원구역?, 東大院區域?)
- Taedonggang-guyŏk (대동강구역?, 大同江區域?)
- Sadong-guyŏk (사동구역?, 寺洞區域?)
- Taesŏng-guyŏk (대성구역?, 大城區域?)
- Man'gyŏngdae-guyŏk (만경대구역?, 萬景台區域?)
- Hyŏngjesan-guyŏk (형제산구역?, 兄弟山區域?)
- Ryongsŏng-guyŏk (룡성구역?, 龍城區域?)
- Samsŏk-guyŏk (삼석구역?, 三石區域?)
- Ryŏkp'o-guyŏk (력포구역?, 力浦區域?)
- Rangrang-guyŏk (락랑구역?, 樂浪區域?)
- Sunan-guyŏk (순안구역?, 順安區域?)
- Ŭnjŏng-guyŏk (은정구역?, 恩情區域?)
- Kangnam-gun (강남군?, 江南郡?)
- Kangdong-gun (강동군?, 江東郡?)

## Economia
Pyongyang rappresenta il vero e proprio centro industriale ed economico della Corea del Nord. Grazie all'abbondanza di risorse naturali come carbone, ferro e rocce calcaree, nonché ai sistemi di trasporto terrestre e idrico, è stata la prima città nordcoreana ad emergere dopo la guerra di Corea. Sono presenti sia industrie leggere sia pesanti, entrambe sviluppate in parallelo. Le produzioni pesanti includono quelle del cemento, ceramiche industriali, armi e munizioni, anche se il settore dell'ingegneria meccanica rimane quello principale. A Pyongyang e nelle periferie sorgono invece industrie leggere specializzate in tessuti, calzature e cibo e altri prodotti.
Una particolare enfasi viene posta sulla produzione e la fornitura di prodotti freschi e di raccolti sussidiari nelle periferie della città: tra le coltivazioni vi sono quelle di riso, mais e soia, mentre Pyongyang mira a raggiungere l'autosufficienza nella produzione di carne tramite strutture intensive per l'allevamento di maiali, polli e altri animali.
La città soffre ancora di frequenti cali di energia elettrica. Per risolvere questo problema, sono state realizzate due centrali elettriche - le Stazioni di Huichon 1 e 2 - nella provincia di Chagang che riforniscono la città attraverso delle linee di trasmissione dirette. Una seconda fase del progetto di espansione energetica, lanciata nel gennaio 2013, prevede una serie di piccole dighe lungo il fiume Ch'ŏngch'ŏn. Le prime due centrali hanno una capacità di generazione massima di 300 megawatt (MW), mentre le 10 dighe generano una potenza al di sotto dei 120 MW. Inoltre, la città ha diverse centrali termoelettriche, tra le quali la Pyongyang TPS con una capacità di 500 MW, la East Pyongyang TPS con una capacità di 50 MW e la Kangdong TPS ancora in costruzione.

### Commercio

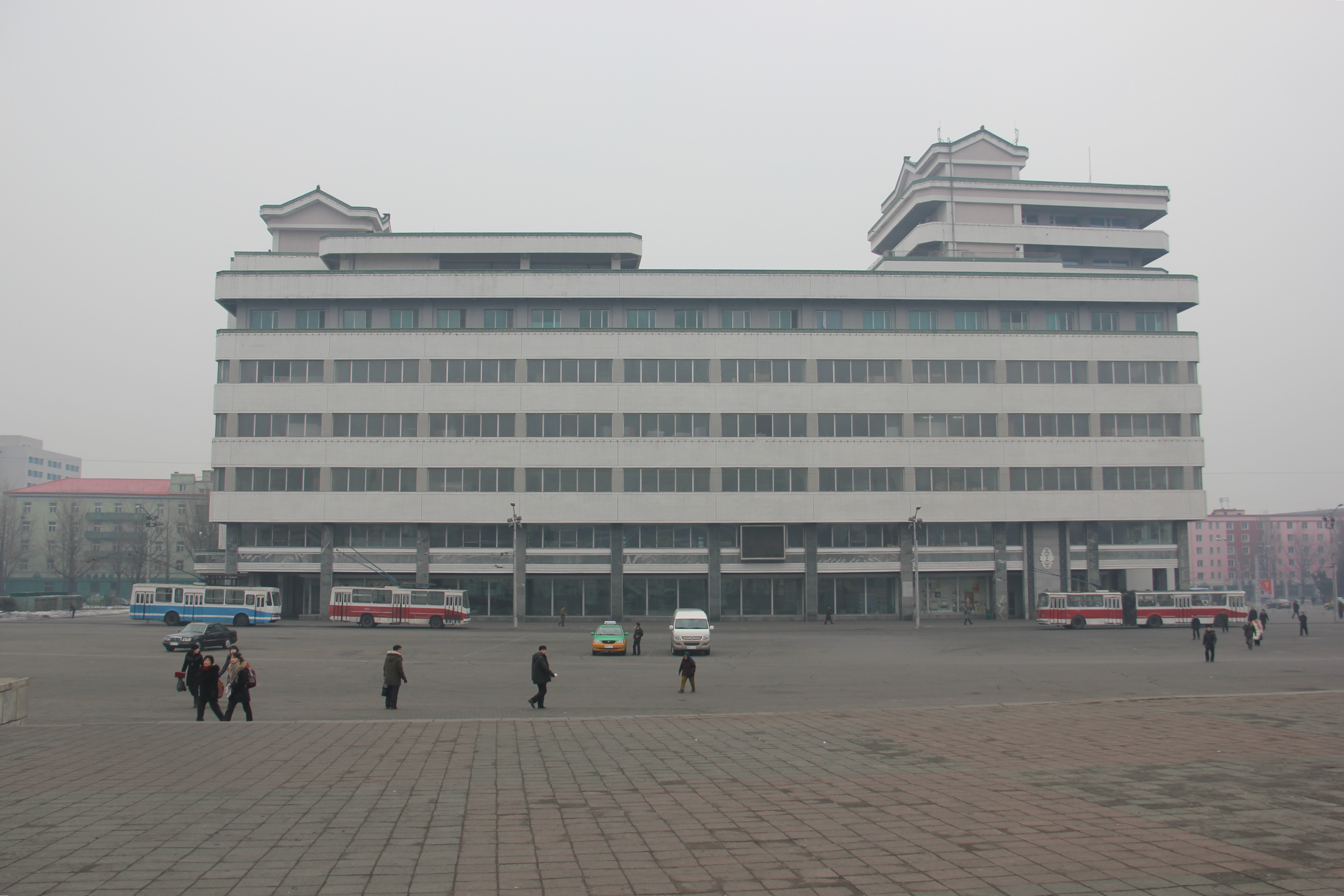
Il grande magazzino Pyongyang n. 1.

Pyongyang è sede di numerosi grandi magazzini, tra cui il Pothonggang, il Pyongyang n. 1 e n. 2, il Kwangbok, il grande magazzino Ragwon, il grande magazzino della stazione di Pyongyang e il grande magazzino per bambini di Pyongyang.
La città ha inoltre il negozio Hwanggumbol, appartenente ad una catena di minimarket di proprietà statale che fornisce beni a prezzi inferiori a quelli dei mercati jangmadang. I negozi Hwanggumbol sono stati realizzati specificamente per controllare i mercati in espansione della Corea del Nord attirando i consumatori e garantendo così la circolazione di denaro nei negozi gestiti dal governo.

## Infrastrutture e trasporti

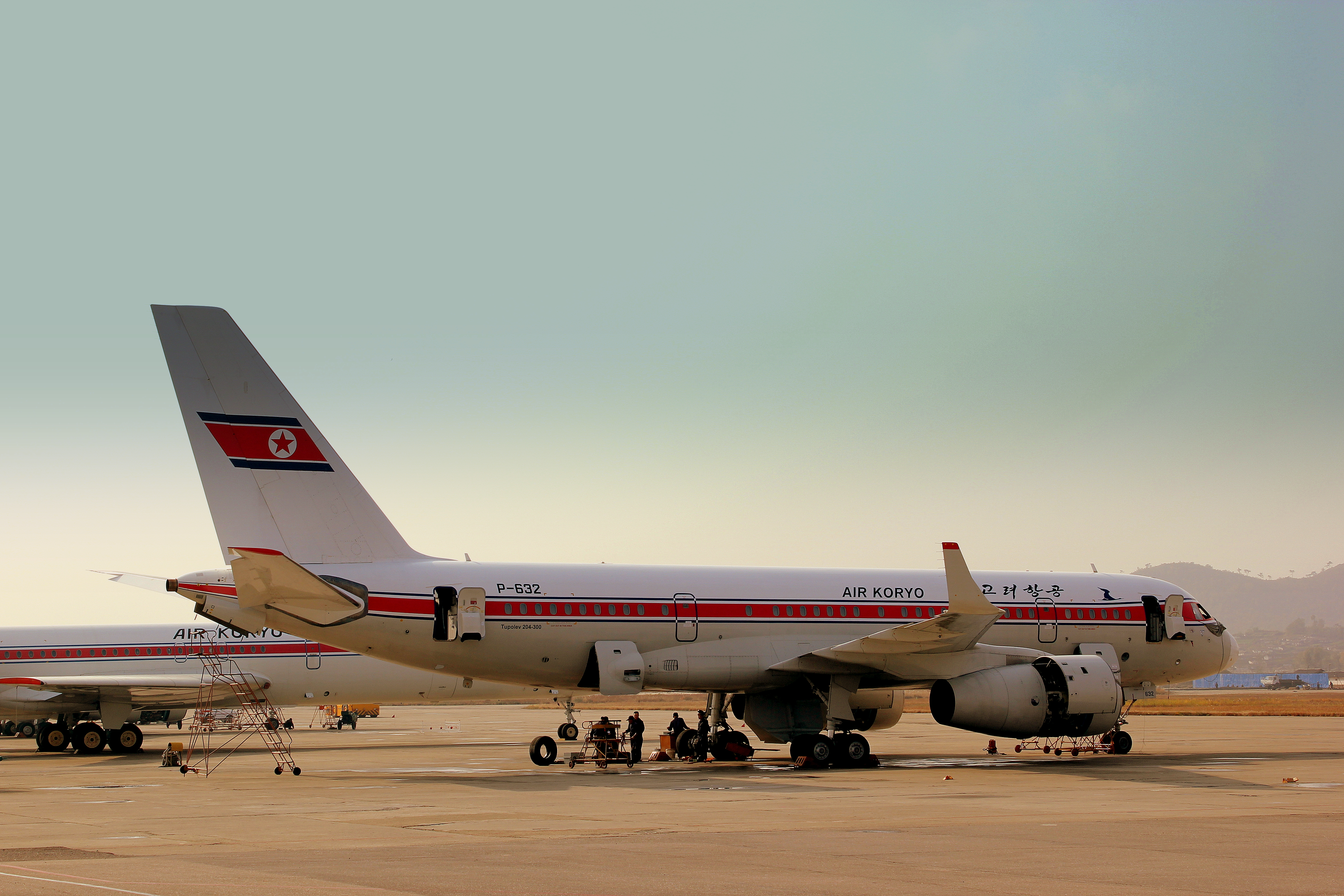
Un Tupolev Tu-204 della Air Koryo all'Aeroporto Internazionale di Pyongyang

Pyongyang è inoltre il principale scalo dei trasporti del paese: possiede una rete di strade, ferrovie e rotte aeree che collegano la città a destinazioni nazionali ed internazionali. È il punto di partenza delle autostrade interregionali che raggiungono Namp'o, Wŏnsan e Kaesŏng. La stazione ferroviaria di Pyongyang serve le principali linee del paese, tra cui la linea Pyongyu e Pyongbu. Sono inoltre disponibili dei servizi ferroviari internazionali regolari che connettono la capitale a Pechino, Dandong e Mosca.

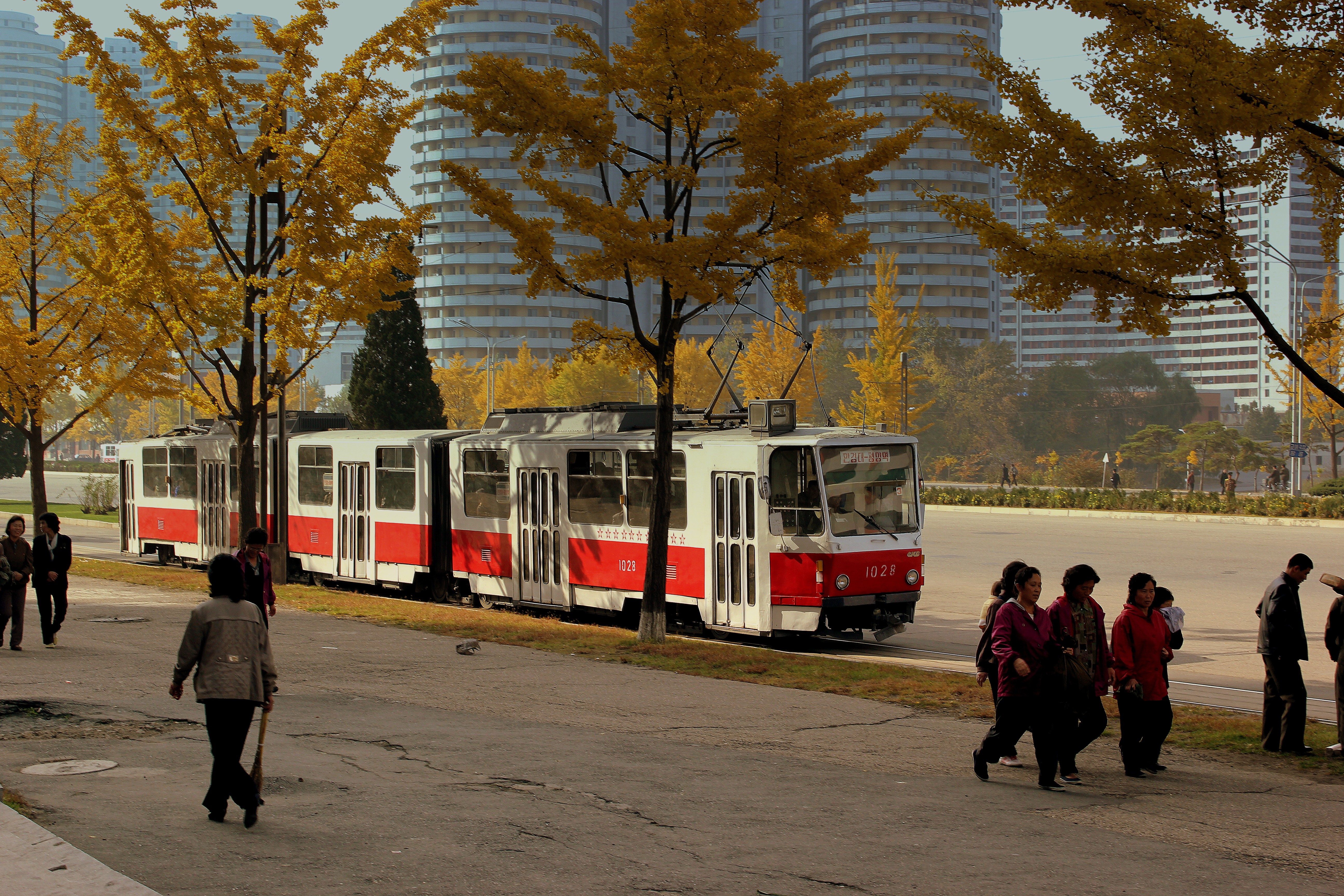
Un tram Tatra KT8D5K

Un viaggio in treno diretto a Pechino dura circa 25 ore e 25 minuti, un viaggio per Dandong dura circa 6 ore mentre un viaggio diretto a Mosca dura sei giorni. La città si collega anche al ponte di terra eurasiatico attraverso la ferrovia transiberiana. È previsto inoltre un collegamento ferroviario ad alta velocità con Wŏnsan.
Le linee della metropolitana (due per un totale di 22,5 km), dei tram e dei filobus vengono utilizzate principalmente dai pendolari come mezzo per spostarsi in città. Le corsie ciclabili sono state introdotte sulle principali arterie stradali soltanto nel luglio 2015. In città vi è una scarsa presenza di automobili, quasi nulla se comparata alla vicina Seul o a qualunque altra città occidentale, poiché rappresentano nel paese un simbolo dello status sociale per via della loro scarsità in seguito alle sanzioni internazionali e alle leggi interne. Oltretutto, alcune strade sono anche in cattive condizioni.
La compagnia aerea statale di bandiera Air Koryo ha programmato voli internazionali dall'aeroporto internazionale di Pyongyang (a 24 km dal centro cittadino) diretti a Pechino (PEK), Shenyang (SHE), Vladivostok (VVO), Shanghai (PVG) e Dandong. Le uniche destinazioni nazionali sono Hamhŭng, Wŏnsan, Chongjin, Hyesan e la Contea di Samjiyon. A partire dal 31 marzo 2008, Air China ha lanciato un servizio regolare tra Pechino e Pyongyang, nonostante alcuni voli della compagnia cinese siano spesso cancellati a causa della mancanza di passeggeri.

## Amministrazione

### Gemellaggi
Pyongyang è gemellata con le seguenti città:
- Algeri[16]

- Baghdad[17]
- Chiang Mai[17]
- Giacarta[17][18]
- Kathmandu[17][19]
- Mosca[17][20][21]
- Tientsin[17][22]

## Galleria d'immagini della città

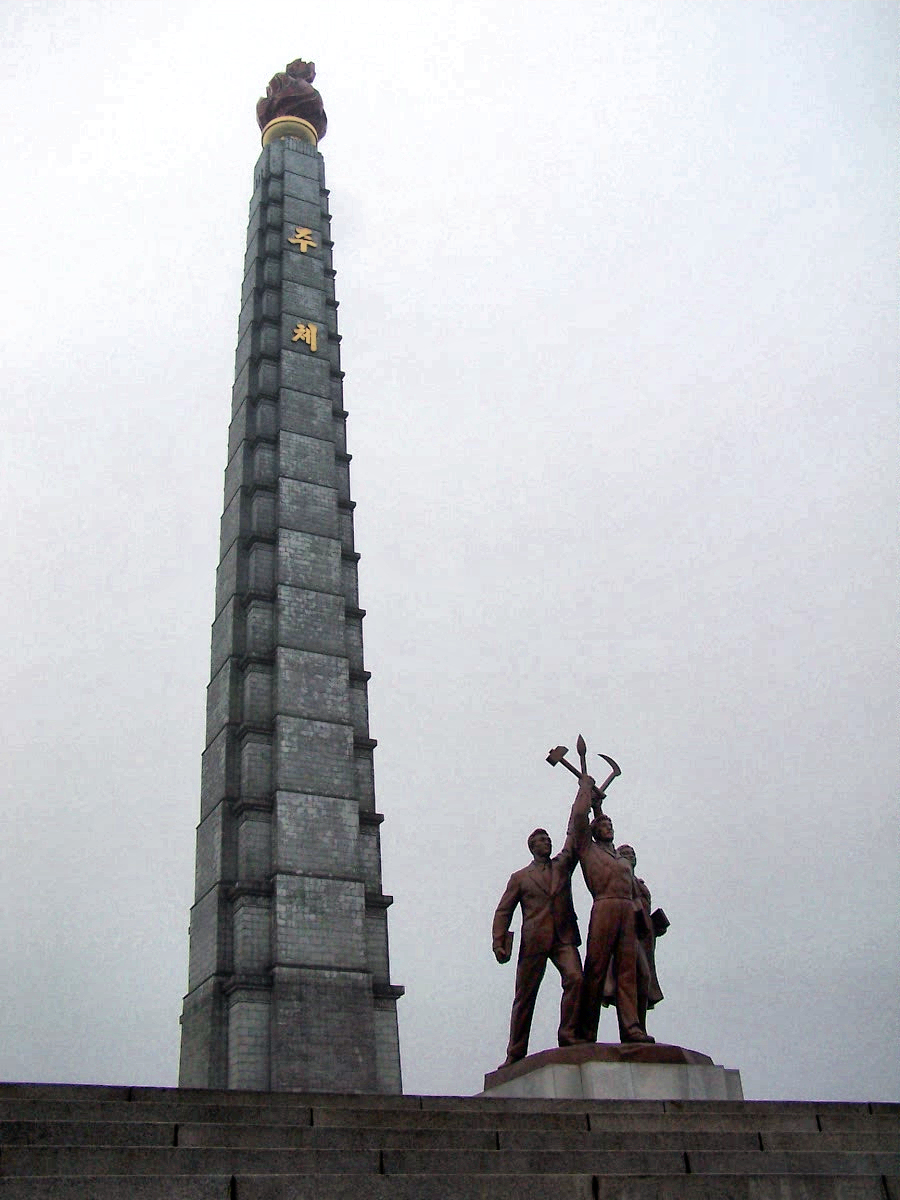
La Torre Juche di Pyongyang.
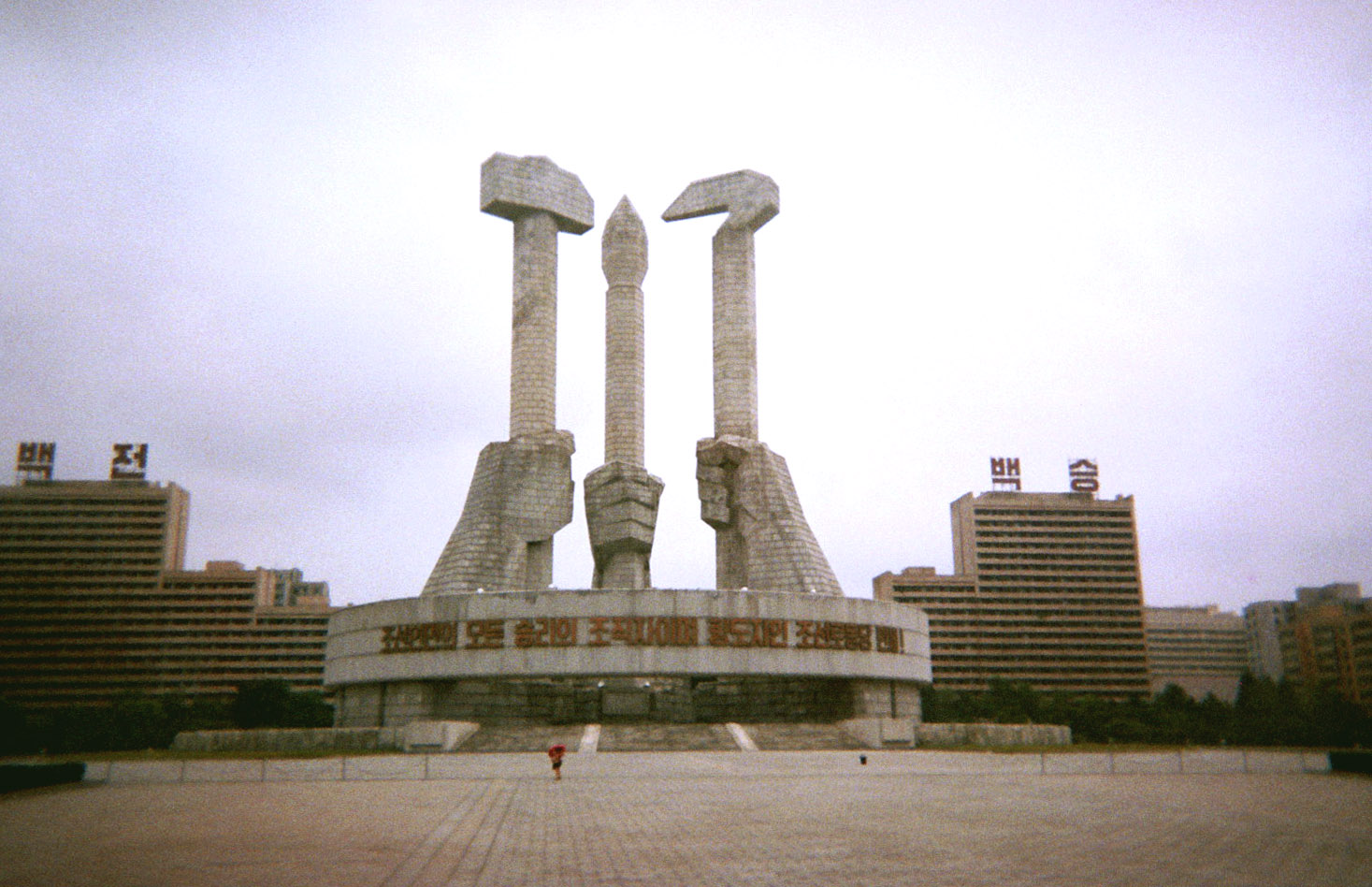
Il monumento alla fondazione del Partito.
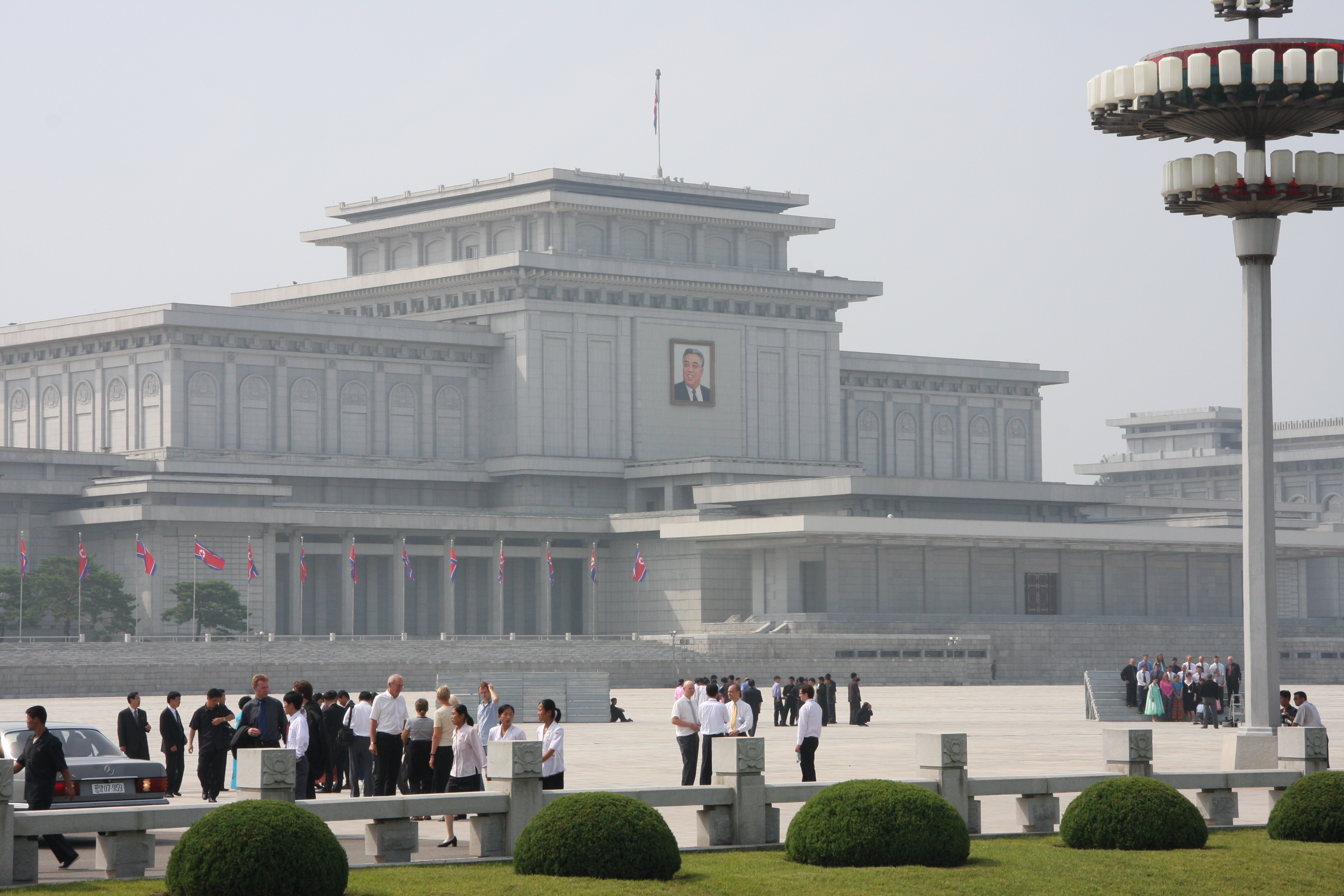
Il mausoleo di Kim Il-sung.
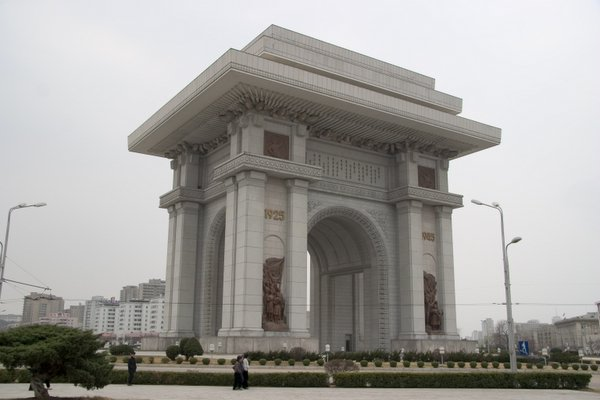
L'arco di trionfo di Pyongyang
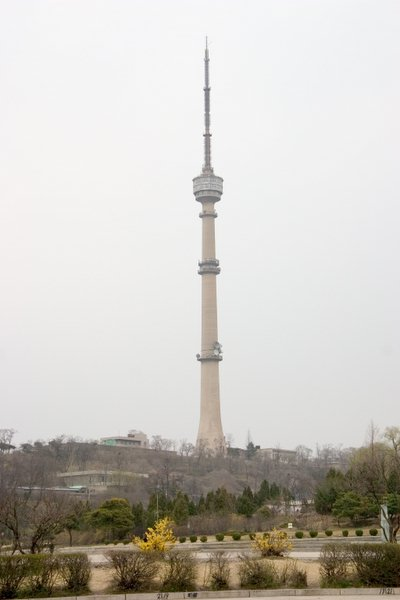
La torre della televisione di Pyongyang.
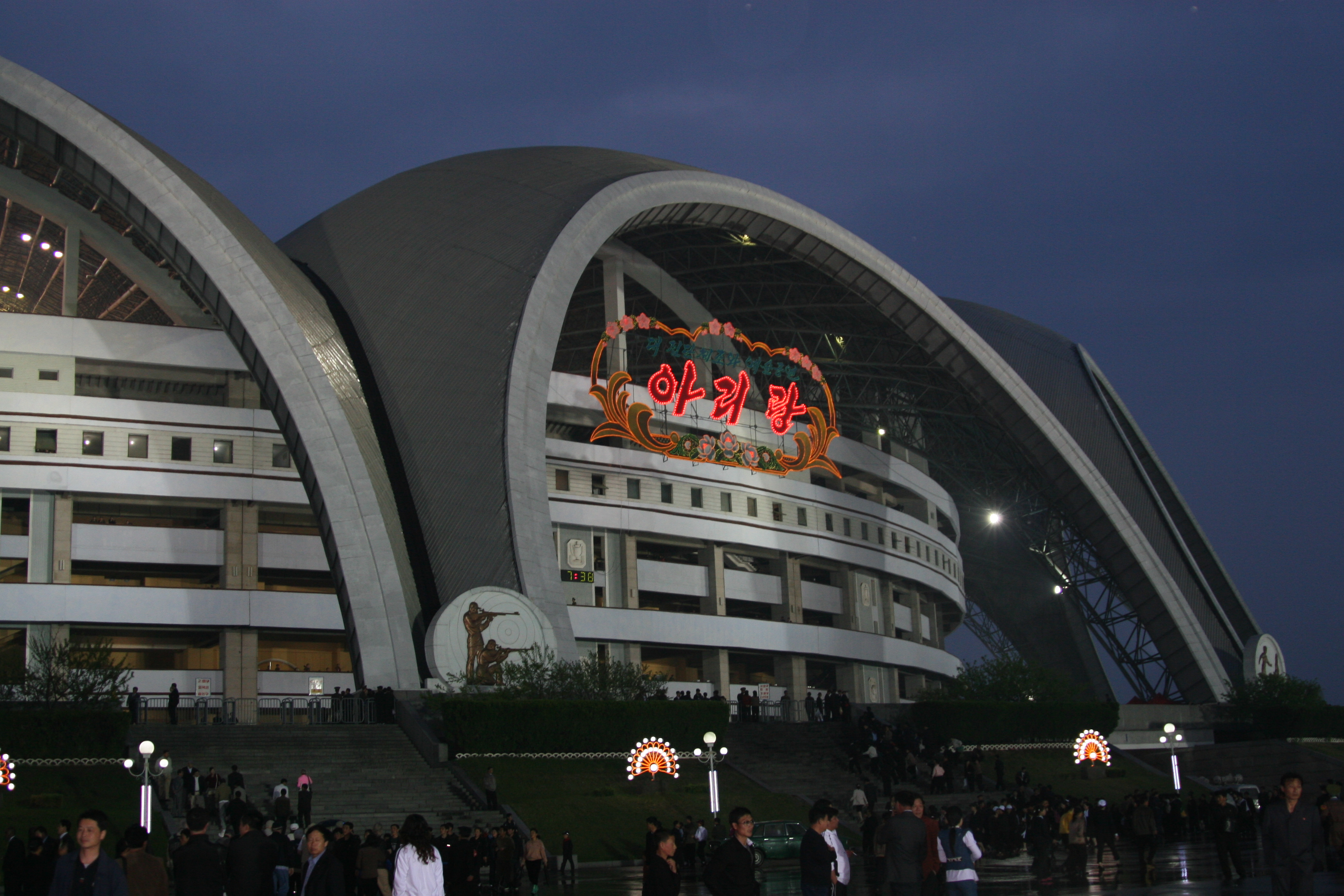
Il Rungrado May Day Stadium.
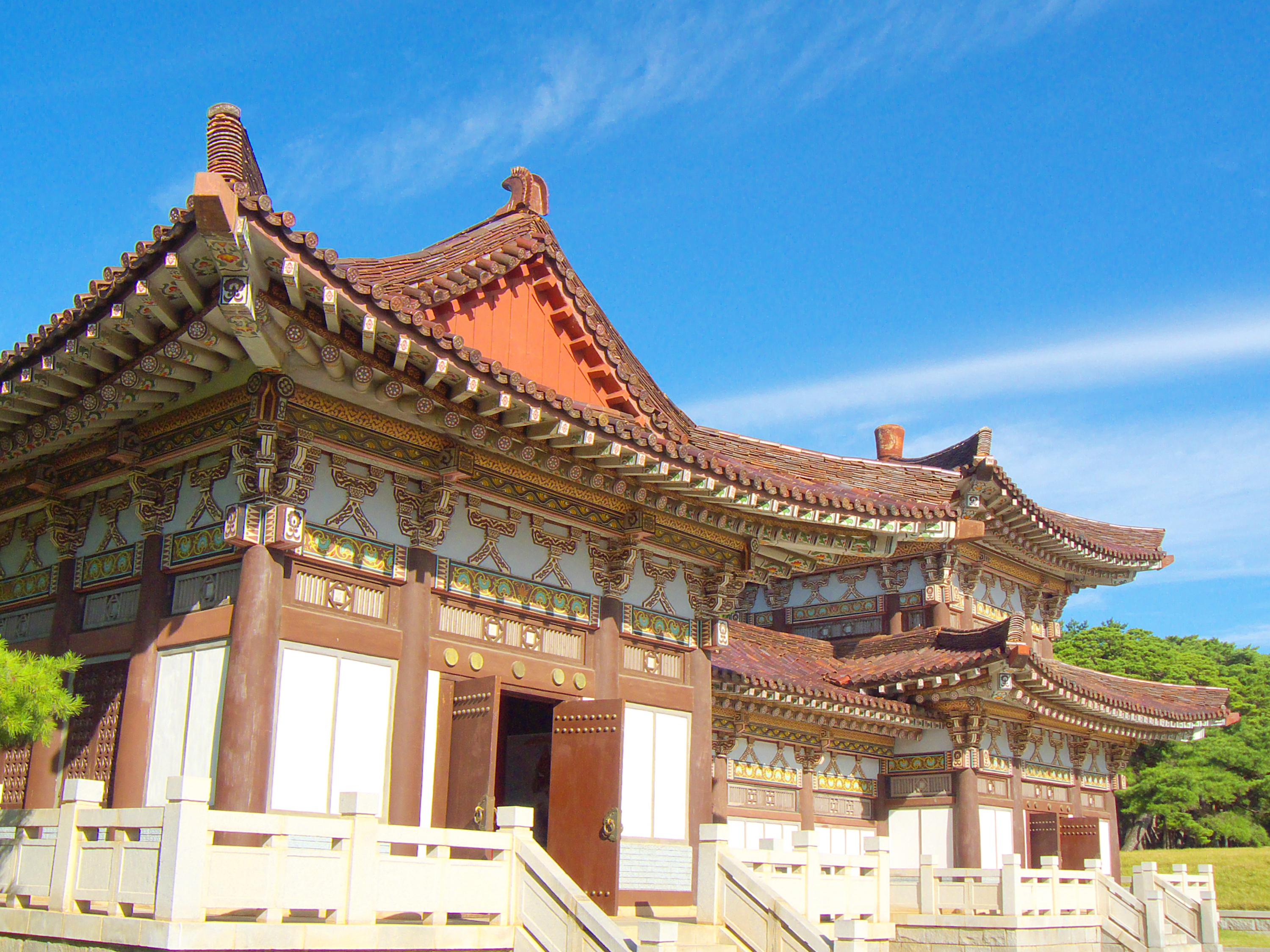
Tomba del re Tongmyŏng